# Enarmoniodes furcula
Enarmoniodes furcula är en fjärilsart som beskrevs av Kuznetsov 1973. Enarmoniodes furcula ingår i släktet Enarmoniodes och familjen vecklare. Inga underarter finns listade i Catalogue of Life.